# Quinto (Aragon)
Quinto est une commune d’Espagne, dans la province de Saragosse, communauté autonome d'Aragon, comarque de la Ribera Baja del Ebro, dont Quinto est le chef-lieu. Il a une superficie de 118,40 km², et une population de 1960 habitants (INE 2017).